# Diplocheila striatopunctata
Diplocheila striatopunctata är en skalbaggsart som beskrevs av Leconte. Diplocheila striatopunctata ingår i släktet Diplocheila och familjen jordlöpare. Inga underarter finns listade i Catalogue of Life.